# Гідроаеромеханіка
Гідроаеромеха́ніка — розділ механіки, пов'язаний з вивченням рівноваги й руху рідинних і газоподібних середовищ, а також їхньої взаємодії між собою і з твердими тілами.
Інші назви, що можуть застосовуватись до цього розділу науки, як навчальної дисципліни у вищих навчальних закладах: «механіка рідин та газів», «гідрогазодинаміка» або «гідрогазомеханіка».

## Задачі гідроаеромеханіки
На різних етапах розвитку назва і зміст дисципліни змінювались, вона розділялась на частини у самостійні курси, змінювались її цілі і задачі. Сучасна гідроаеромеханіка базується на досягненнях гідромеханіки, розвиток якої йшов двома різними шляхами: теоретичним (теоретична гідромеханіка, що за своїм змістом та методами вивчення є складовою частиною теоретичної механіки) і експериментальним (гідравліка — стародавня наука про течію води). Гідроаеромеханіка у свою чергу дала початок самостійним напрямкам таким як «газодинаміка», «аеродинаміка», «технічна гідромеханіка» та ін.
Найголовнішою задачею гідроаеромеханіки як науки є встановлення законів розподілу швидкостей і тисків під час руху рідини, а також вивчення силової взаємодії між рідиною і твердими тілами, розміщеними у ній.
Гідрогазомеханіка є невід'ємною частиною комплексу технічних наук, необхідних для підготовки сучасного інженера. Практично усі галузі народного господарства включають питання теоретичної гідромеханіки, експлуатації гідроустаткування та технологій у процесах яких беруть участь рідини та гази. Гідроаеромеханіка займає одне з провідних місць при підготовці інженерів, що працюють в атомній енергетиці, авіації, суднобудуванні, промисловій теплоенергетиці, гідроенергетиці, будівництві гідроспоруд та ін.
Гідроаеромеханіка вивчає проходження через пласт (фільтрацію) флюїдів. Флюїдом може виступати газ або рідина (ньютонівська або не ньютонівська). Основний закон цієї науки - закон Дарсі.

## Історія розвитку
У розвитку гідромеханіки можна виділити декілька характерних етапів: стародавній, період середньовіччя, відродження, перша технічна революція, сучасний етап. Поступово у процесі праці людини накопичувались окремі спостереження, відкривались закономірності руху рідини та газу, котрі пройшовши певний етап оформились у визначену систему-науку.
Уже у стародавньому світі було накопичено багато спостережень та винайдено цікаві гідравлічні та пневматичні пристрої. Окремі спостереження були викладені у працях давньогрецького філософа Арістотеля (IV ст. до н. е.). Частину законів гідростатики сформулював великий математик та механік Стародавньої Греції Архімед.
Великий внесок у розвиток основ гідромеханіки зробили Леонардо да Вінчі (1452—1519), Стевін (1548—1620), Галілей (1564—1642), Паскаль (1623—1662), Гюйгенс (1629—1695). Ньютон (1642—1727) у своїх «Математичних началах натуральної філософії» (лат. Philosophiæ Naturalis Principia Mathematica) встановив квадратичний закон залежності опору рухові від швидкості.
Початок теоретичної гідромеханіки було покладено у XVIII столітті працями академіків Петербурзької академії наук  Леонарда Ейлера (1707—1783), Д.Бернуллі (1700—1782). 
Л. Ейлером було виведено рівняння рівноваги і руху рідин та газів, отримано деякі їх інтеграли та сформульовано закон збереження маси щодо рідини. Л. Ейлер вивів основне рівняння лопатевих гідромашин, дослідив питання руху стосовно практичних задач суднобудування та конструювання гідравлічних машин. Д. Бернуллі вперше увів термін «Гідромеханіка». Він встановив залежність між питомими енергіями при русі рідини, дослідив тиск струменя рідини на пластину. Подією в історії розвитку фізичних наук стало видання у 1738 році його книги «Гідродинаміка» (лат. «Hydrodynamica, sive de Viribus et Motibus Fluidorum commentarii. Opus Academicum…»).
Подальший етап розвитку гідромеханіки, що об'єднав кінець XVIII і початок XIX століть, характерний математичною розробкою гідродинаміки ідеальної рідини. У цей період вийшли праці математиків Лагранжа (1736—1813), Коші (1789—1857), присвячені потенціальним потокам, теорії хвиль та ін. Основи теорії в'язкої рідини були закладені Нав'є (1785—1836) та Стоксом (1819—1903). У 1881 р. професор Казанського університету І. С. Громеко (1851—1889) дав нову форму рівнянь руху рідини, зручну для отримання енергетичних залежностей. Ним же були вперше проведені дослідження нестаціонарного руху рідини в капілярах. І.Пулюй (1845—1918) у 1876 р. захистив докторську дисертацію «Залежність внутрішнього тертя газів від температури», у якій він опублікував результати досліджень температурної залежності в'язкості газів.
Англійський фізик О.Рейнольдс (1842—1912)   у своїх дослідах встановив закон подібності потоків у в трубах і введено криткрій подібності, що називається числом Рейнольдса. Його роботами було започатковано дослідження явища турбулентності в потоках рідин і газів. Цілу епоху складають дослідження з повітроплавання, що включає розробку теорії польоту літака та ракети. Результати цих та інших досліджень були викладені в працях вчених Д. І. Менделєєва (1834—1907), М. Є. Жуковського (1849—1912), С. Д. Чаплигіна (1869—1942). Розроблена теорія крила і повітряного гвинта М. Є. Жуковським мала значення не тільки для авіації, але і для сучасного турбомашинобудування. Жуковський М. Є., як Ейфель (1832—1923) у Франції, Людвіґ Прандтль (1875—1950) в Німеччині був творцем експериментальної аеромеханіки. Він створив відомий у всьому світі аерогідродинамічний інститут ЦАГІ. Важливі дослідження надалі виконали М. Є. Кочін, А. І. Некрасов, М. В. Келдиш, М. А. Лаврентьєв, Л. І. Сєдов. Великий вклад в теорію реактивного руху зробили Ціолковський (1857 — 1935), І. В. Мещерський(1859 — 1935), А. А. Фрідман (1888 — 1925).
Сучасний етап розвитку гідромеханіки характеризується появою її нових розділів: фізико-хімічної гідромеханіки, електромагнітної гідромеханіки, пов'язаних з багатьма новими галузями техніки. Механіка рідини у багатьох випадках важко піддається математичному опису. Ця проблема вирішується за допомогою числових методів з використанням комп'ютерів. Сучасний розділ дисципліни, що отримав назву обчислювальної гідродинаміки (Computational fluid dynamics — CFD), присвячений вирішенню задач механіки рідини. Розвивають також технології візуалізації характеру протікання рідини математичного моделювання та експериментальні методи візуалізації та аналізу потоку рідини.

## Зв'язок з механікою суцільних середовищ
Механіка рідин та газів є складовою частиною механіки суцільних середовищ як подано у таблиці нижче.
| Механіка суцільних середовищ: вивчення поведінки суцільних середовищ | Механіка деформівного твердого тіла: вивчення поведінки твердих тіл в умовах навантажень.                                                  | Теорія пружності: описує матеріали, котрі відновлюють свою форму після припинення силового впливу на них.                                                                                             | Теорія пружності: описує матеріали, котрі відновлюють свою форму після припинення силового впливу на них. | Теорія пружності: описує матеріали, котрі відновлюють свою форму після припинення силового впливу на них. |
| Механіка суцільних середовищ: вивчення поведінки суцільних середовищ | Механіка деформівного твердого тіла: вивчення поведінки твердих тіл в умовах навантажень.                                                  | Механіка руйнування: описує закономірності зародження і розвитку неоднорідностей і дефектів структури матеріалу типу тріщин, дислокацій, пор, включень тощо при статичних і динамічних навантаженнях. | | |
| Механіка суцільних середовищ: вивчення поведінки суцільних середовищ | Механіка деформівного твердого тіла: вивчення поведінки твердих тіл в умовах навантажень.                                                  | Теорія пластичності: описує матеріали (тіла) що набувають незворотної деформації після прикладання до них силових впливів.                                                                            | Реологія: дослідження матеріалів, що характеризуються одночасно властивостями твердих тіл і рідин.        | |
| Механіка суцільних середовищ: вивчення поведінки суцільних середовищ | Механіка рідин та газів: дослідження поведінки суцільних середовищ (рідин та газів), що набувають форми посудини, у якій вони знаходяться. | Неньютонівські рідини | Реологія: дослідження матеріалів, що характеризуються одночасно властивостями твердих тіл і рідин.        | |
| Механіка суцільних середовищ: вивчення поведінки суцільних середовищ | Механіка рідин та газів: дослідження поведінки суцільних середовищ (рідин та газів), що набувають форми посудини, у якій вони знаходяться. | Ньютонівські рідини | | |

Об'єктом вивчення гідроаеромеханіки є рідина. Під рідиною у гідрогазодинаміці розуміють крапельні рідини, що їх вважають нестисливими, а також гази, якщо швидкість їхнього руху значно менша за швидкість звуку у них.

## Основні припущення
Як у будь-якій математичній моделі реального світу у гідроаеромеханіці роблять деякі припущення про властивості матеріалу, що вивчається. Ці припущення перетворюються у рівняння, що завжди повинні виконуватись. Наприклад, розглянемо нестисливу рідину у трьох вимірах. Припущення, що маса зберігається означає, що для будь-якої фіксованої замкнутої поверхні (наприклад, сфера) швидкість масового переходу вззовні до середини повинна бути такою ж, як швидкість масового проходження в інший бік. (Крім того, маса всередині залишається незмінною, так само як і маса зовні).
Механіка рідини передбачає, що всі рідини підпорядковується наступним законам та гіпотезам:
- закону збереження маси;
- закону збереження енергії;
- закону збереження імпульсу;
- гіпотезі про суцільність середовища.

Згідно з гіпотезою про суцільність середовища, реальні дискретні об'єкти замінюються спрощеними моделями, які подаються як матеріальний континуум, тобто матеріальне середовище, маса якого нерозривно розподілена по об'єму. Така ідеалізація спрощує реальну дискретну систему і дозволяє використовувати для її опису добре розвинений математичний апарат числення нескінченно малих величин та теорію нерозривних функцій.
Параметри, що характеризують термодинамічний стан, спокій чи рух середовища, вважаються при цьому нерозривно змінними по всьому об'єму, зайнятому середовищем.
Крім того, часто буває корисно (для дозвукових швидкостей) вважати рідину нестисливою — тобто густина рідини не змінюється. Рідини часто можуть бути змодельовані як нестискувані рідини, про гази цього сказати не можна.
У гідроаеромеханіці зустрічається низка задач, коли можна знехтувати і в'язкістю, приймаючи, що дотичні напруження відсутні так, як це має місце у рідині, що перебуває у стані спокою. Гази часто можна вважати нев'язкими. Якщо рідина в'язка, і її потік, що міститься в деякому руслі (наприклад, в трубі), то потік на стінці повинен мати нульову швидкість. Це явище називається прилипанням. Для пористих середовищ, на межі посудини, швидкість не є нульовою.
Описана вище гіпотетична рідина з переліченими властивостями, а саме:
- абсолютною незмінністю об'єму;
- повною відсутністю в'язкості називається ідеальною рідиною.

Поняття ідеальної рідини вперше було введено Л.Ейлером.
Така рідина є граничною абстрактною моделлю і лише наближено відображає об'єктивно існуючі властивості реальних рідин. Ця модель дає змогу з достатньою точністю розв'язувати багато дуже важливих питань гідрогазодинаміки і сприяє спрощенню складних задач.

## Моделі в'язкості рідин
Властивість рідини або газу чинити опір прикладеним зусиллям зсуву називають в'язкістю.
В'язкість рідин — це результат взаємодії внутрішньомолекулярних силових полів, що перешкоджають відносному рухові двох шарів рідини. Отже для переміщення шару один відносно одного треба подолати їх взаємне притягання, причому чим воно більше, тим більша потрібна сила зсуву. Таким чином, внутрішнє тертя в рідині, на відміну від газів, зумовлене не обміном молекул, а їх взаємним притяганням. Доказом цього є те, що із збільшенням температури, як відомо, обмін молекул зростає і тертя в газах зростає, а в рідинах спадає.
Уперше в'язкість вивчав Ньютон. Закон в'язкого тертя Ньютона записується виразом
{\displaystyle \tau =\mu {\frac {dv}{dy}}},
де:{\displaystyle \tau }  — дотичне напруження зсуву, що виникає між двома паралельними шарами, які лежать у напрямку потоку;
{\displaystyle {\frac {dv}{dy}}}  — градієнт швидкості, тобто зміна швидкості на одиницю довжини у перпендикулярному до потоку напрямку (швидкість зсуву);
{\displaystyle \mu }  — коефіцієнт пропорційності, який є фізичним параметром і називається «динамічна в'язкість».
Ньютонівська рідина  — модель рідини, в'язкі властивості якої описуються законом в'язкого тертя Ньютона. У загальному випадку у декартовій системі координат для ньютонівської рідини має місце лінійна залежність між тензорами напружень і швидкостей деформацій.
У протилежному випадку рідина має назву неньютонівська рідина

## Рівняння Нав'є-Стокса
Рівняння Нав'є-Стокса (названі на честь Клода-Луї Нав'є і Джорджа Габрієль Стокса) - це система рівнянь у формі рівнянь неперервності, що описують основи збереження маси та енергії для рухомої рідини. Згідно з цими рівняннями зміна енергії елементарної частки рідини визначається лише зовнішнім тиском і внітрішніми силами в'язкості в рідині.
Для ідеальної рідини з відсутністю в'язкості ці рівняння свідчать, що прискорення прямопропорційні до похідної тиску.

### Загальна форма рівнянь
Загальна форма рівнянь Нав'є-Стокса для умови збереження енергії:
{\displaystyle \rho {\frac {D\mathbf {v} }{Dt}}=\nabla \cdot \mathbb {P} +\rho \mathbf {f} }
де: {\displaystyle \rho \ } — густина рідини;
- {\displaystyle {\frac {D}{Dt}}} — оператор Стокса, що має, також, назву субстанціональної похідної;
- {\displaystyle \mathbf {v} } — вектор швидкості;
- {\displaystyle \mathbf {f} } — вектор прискорення рідини (масових сил);
- {\displaystyle \mathbb {P} } — тензор внутрішніх напружень в елементарній частці рідини.

У загальному, (в декартових координатах) {\displaystyle \mathbb {P} } має вигляд:
{\displaystyle \mathbb {P} ={\begin{pmatrix}\sigma _{xx}&\tau _{xy}&\tau _{xz}\\\tau _{yx}&\sigma _{yy}&\tau _{yz}\\\tau _{zx}&\tau _{zy}&\sigma _{zz}\end{pmatrix}}}
де:
- {\displaystyle \sigma \ } — нормальні напруження,
- {\displaystyle \tau \ } — дотичні напруження.

Загального рішення рівнянь Нав'є-Стокса поки що немає. В аналізі рішень рівнянь полягає суть однієї з семи відкритих проблем, за рішення яких Математичний інститут Клея призначив премію в 1 млн доларів США. Проте існують деякі частинні рішення для окремих випадків, для яких можуть бути задані граничні і початкові умови. Початковими умовами задається розподіл швидкостей в області руху у заданий момент часу. Граничними умовами можуть бути тиск і швидкість на границях потоку. Наприклад, біля стінки швидкість часто дорівнює нулю, а тиск на вільній поверхні потоку відповідає атмосферному.
Для безвихрових потоків {\displaystyle \mathbb {P} } є симетричним тензором. Тоді три рівняння, по одному для кожного виміру, не є достатніми для вирішення задачі. Однак, додавши, запис закону збереження маси та відповідних граничних умов система рівнянь може бути розв'язана.

## Розділи гідроаеромеханіки
Гідростатика — розділ гідроаеромеханіки, що вивчає рідини, яка перебуває у стані абсолютного чи відносного спокою, коли відсутні переміщення часток одна відносно одної.
Кінематика рідини — розділ гідроаеромеханіки, що вивчає рух рідини без урахування діючих сил. Така властивість рідин і газів, як текучість створює додаткові ступені свободи, а розподіл тиску стає складнішим, ніж розподіл напружень у твердих тілах. Тому вивчення руху рідини і газу набагато складніше за вивчення руху твердих тіл теоретичною механікою чи вивчення їх деформацій в механіці деформівного твердого тіла.
Прикладна гідродинаміка рідини — розділ гідроаеромеханіки, що ґрунтуючись на основах теоретичної гідромеханіки вивчає рух рідини з урахуванням діючих на неї сил для типових інженерних задач.